# John Lombe
John Lombe va ser un filador de seda del segle xviii a Derby, Anglaterra.
Va néixer a Norwich, aproximadament el 1693, fill d'un teixidor. Germà de Thomas Lombe, qui després de la seva mort faria fortuna com a comerciant de seda a Norwich i a Londres.
Al segle xviii el centre per a la producció de mitges de seda s'havia traslladat als Midlands de Londres i la demanda de seda filada superava l'oferta.
El germà de John, Thomas, havia aconseguit feina en una fàbrica de seda, construïda a Derby per l'inventor i enginyer George Sorocold. El molí va ser construït al riu Derwent, a la ciutat de Derby. Es creu que pot haver estat la primera instància on treballadors es van reunir sota un mateix sostre a treballar una maquinària impulsada per una font d'energia inanimada.
Els italians havien estat utilitzant el poder de les màquines filadores des de principis del segle xvii, segons una descripció publicada per Vittorio Zonca, Leonardo da Vinci havia esbossat un model similar, però la de Zonca era més completa, no se sap si hi va haver contacte. John va ser enviat pel seu germà per investigar les màquines filadores a Itàlia. Segons la història, va obtenir ocupació en una de les botigues italianes, on s'utilitzava un mecanisme secret per filar la seda. Entrava a les botigues d'amagat i de nit i va dibuixar tot el diagrama de funcionament a la llum de les espelmes. Després tornaria a Anglaterra el 1716 amb la còpia dels dissenys.